# Березин, Эвелин
Эвелин Березин (англ. Evelyn Berezin; 12 апреля 1925, Бронкс, Нью-Йорк — 8 декабря 2018, Манхэттен, Нью-Йорк) — американская учёная, компьютерный инженер и предприниматель, разработавшая первый в мире коммерческий текстовый процессор для компьютера, автор многих патентов.

## Биография
Родилась 12 апреля 1925 года в Нью-Йорке в Восточном Бронксе в семье еврейских иммигрантов из Российской империи.

### Образование
Училась в школе Christopher Columbus High School, продолжила обучение в Хантерском колледже в 1941 года, наряду с физикой уделяя большое внимание предмету экономика. После начала Второй мировой войны, благодаря стипендии в Нью-Йоркском университете (New York University Stern School of Business), акцент сделала на физику, посещая в годы войны бесплатные занятия в бруклинском Политехническом институте Нью-Йоркского университета. Одновременно работала в качестве ассистента по реологии в исследовательском отделе International Printing Company (IPI). В 1946 году получила степень бакалавра по физике.

### Деятельность
Эвелин начала работать в аспирантуре в Нью-Йоркского университета, получив стипендию от Комиссии США по атомной энергии. В 1951 году она устроилась на работу в Electronic Computer Corporation (ECC), став начальником отдела дизайна логики. Березин стала единственным сотрудником, который занимался проектированием логики компьютеров, разрабатываемых ECC. В 1957 году компания ECC была приобретена корпорацией Underwood Typewriter Company, известной как пионер по разработке и выпуску одноимённых пишущих машинок. Здесь она продолжила заниматься проектированием специализированных компьютеров, в частности для офисов армии США. В этом же году Эвелин Березин перешел в компанию Teleregister, которая раньше была подразделением Western Union.
Используя первые компьютеры на электронных лампах, Teleregister создала одну из первых систем бронирования авиабилетов «Reservisor». Позже, уже используя ставшей доступной транзисторную технологию, Березин разработала автоматизированную систему бронирования для авиакомпании United Airlines, которая на то время была одной из крупнейших компьютерных систем бронирования билетов. Также, продолжая работать в Teleregister, создала первую компьютеризированную банковскую систему.
В 1968 году Эвелин Березин пришла в голову идея создания текстового процессора для упрощения работы секретарей, и в 1969 году она основала компанию Redactron Corporation по разработке этого офисного программного обеспечения для тысяч своих клиентов. Основной продукт компании назывался «Data Secretary» и внешне выглядел как тумба размером с небольшой холодильник, не имевшая экрана и оснащённая пишущей машинкой IBM Selectric. В 1976 году Redactron Corporation была продана корпорации Burroughs и интегрирована ею в подразделение офисного оборудования. Эвелин Березин работала здесь по 1979 год. В 1980 году она заняла должность президента компании Greenhouse Management Company.
Эвелин Березин была удостоена звания почетного доктора Adelphi University и Университета Восточного Мичигана, работала в советах компаний Cigna, Standard Microsystems, Koppers и Datapoint. Также являлась членом совета фонда Stony Brook Foundation Университета штата Нью-Йорк в Стоуни-Брук, Брукхейвенской национальной лаборатории и Института Бойса Томпсона. Также была удостоена нескольких премий и введена в ряд Залов славы. В 2015 году она стала членом Музея истории компьютеров.
Умерла от лимфомы 8 декабря 2018 года на Манхэттене. Место захоронения неизвестно.
В течение 51 года Эвелин Березин была замужем за Израилем Виленитцем (Israel Wilenitz, 1922—2003), инженером-химиком. Вместе они организовали Фонд Израиля Виленитца (Israel Wilenitz Endowment).